# Массон, Франсуа
Франсуа Массон (фр. François Masson; 1745, Ла-Вей-Лир — 18 декабря 1807[…], Париж) — французский скульптор.

## Биография
Родился в 1745 году в небольшой деревне, в семье, не имевшей отношения к искусству (был сыном кузнеца). Первые уроки рисования получил только в 17 лет, возможно, под руководством монахов расположенного поблизости аббатства. Когда его старший брат выбился в люди и стал инженером, он отдал Франсуа в обучение к провинциальному скульптору из Понт-Одеме Гийому Кузену. Создав бюсты маршала де Бройли и его брата, епископа Нуайонского, он получил покровительство этих могущественных личностей. После этого Франсуа Массон продолжил свое обучение уже в Париже, посещая занятия у Гийома Кусту Младшего.
Вскоре после 1770 года епископ Нуайона Шарль де Бройли дал Массону первый крупный заказ: создание монументального фонтана в своем епископском городе. Массон выполнил фонтан в виде двух аллегорических фигур, символизирующих Францию и Австрию, держащих медальон с рельефными изображениями новобрачных: дофина Людовика (будущего Людовика XVI) и Марии-Антуанетты Австрийской. Довольный его работой, епископ взял Франсуа Массона с собой в Италию. Когда скульптор с епископом вернулись из Италии, брат последнего, маршал де Брольи, губернатор Меца, поручил ему оформить скульптурами и барельефами, изображающими трофеи, фасады губернаторского дворца, что заняло шесть лет (1779—85).
В основном же Франсуа специализировался на создании портретных бюстов, с которых в своё время началась его карьера. Так, в 1778 году он создал бюст Жана Родольфа Перроне, основателя Национальной школы мостов и дорог, который был знаком с его старшим братом, инженером Луи Массоном.
Революция, к которой Массон относился сочувственно, совершенно не повредила карьере скульптора. Его покровитель, маршал де Брольи отправился в изгнание, но Массон остался и изваял бюсты ведущих деятелей Учредительного собрания и других популярных в революционные годы фигур, таких, как мадам Ролан. Он принял участие в украшении Пантеона и подарил две статуи своей работы Национальному конвенту для украшения занимаемых им помещений. В то же время Массон, по всей видимости, пытался защитить некоторые произведения искусства, в первую очередь скульптуры, которые революционеры пытались уничтожить как вызывающие ассоциации со «Старым режимом».
Во времена Директории Массон отвечал за сохранение и реставрацию скульптур во дворце и садах Тюильри. Его карьера успешно продолжилась и при Наполеоне, который поручил ему создание бюстов нескольких маршалов и генералов: Массена, Пишегрю, Каффарелли, Удино, Бессьера, Ланна, а также своего соконсула Лебрена. В 1806 году Массон стал кавалером ордена Почётного легиона. Свою дочь, внучку кузнеца, скульптор выдал замуж за генерала Семле, получившего за заслуги от Наполеона баронский титул.
Скончался Франсуа Массон в 1807 году в Париже. Он не завершил некоторые работы, которые закончил за него скульптор Лоран Ролан.
Многие скульптуры, выполненные Массоном, позднее сгорели во время Парижской коммуны, во время пожара во дворце Тюильри (но во многих случаях сохранились их гипсовые слепки). Некоторые его работы можно увидеть в парадных залах Версаля.

## Галерея

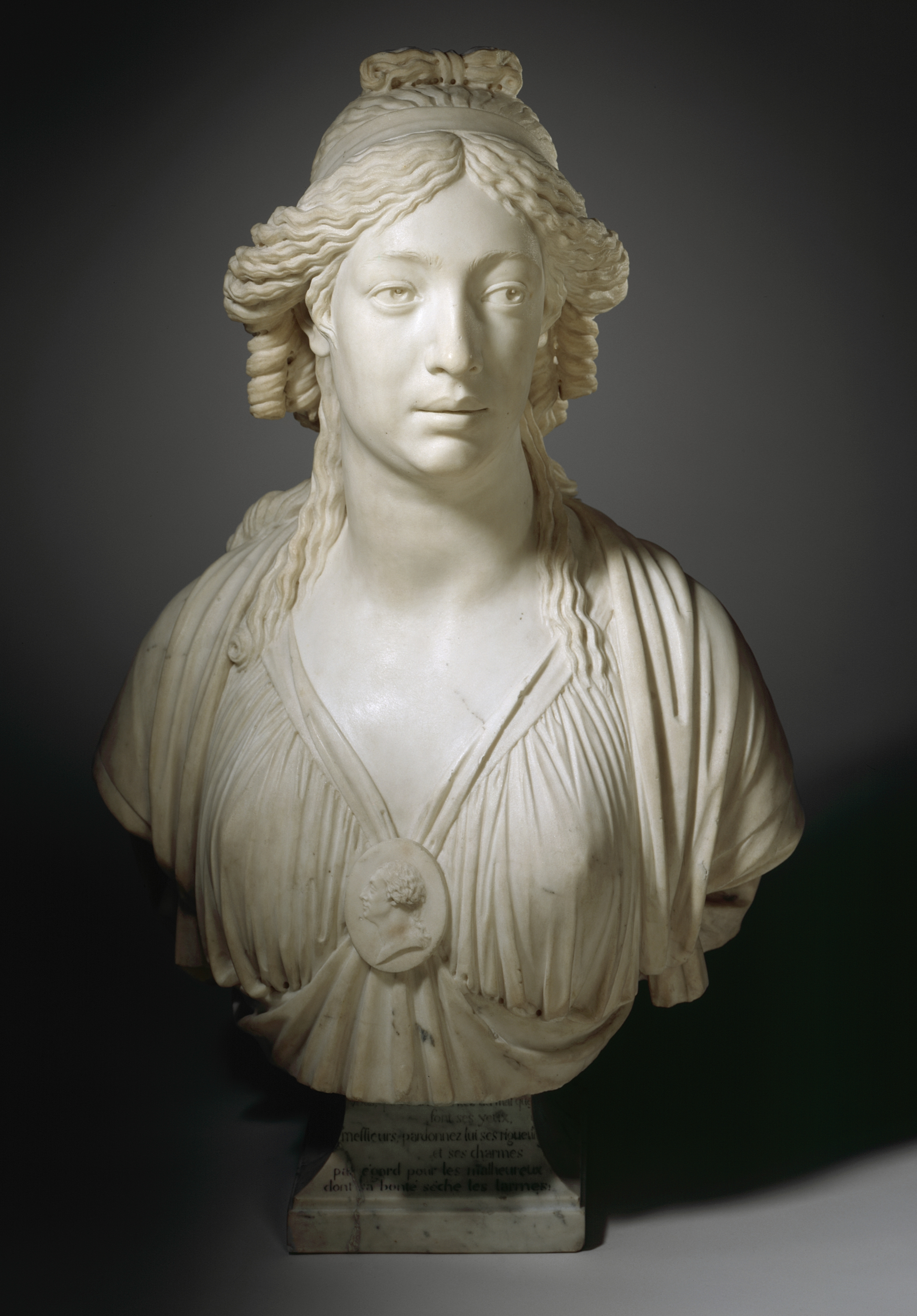
Жирондистка мадам Ролан
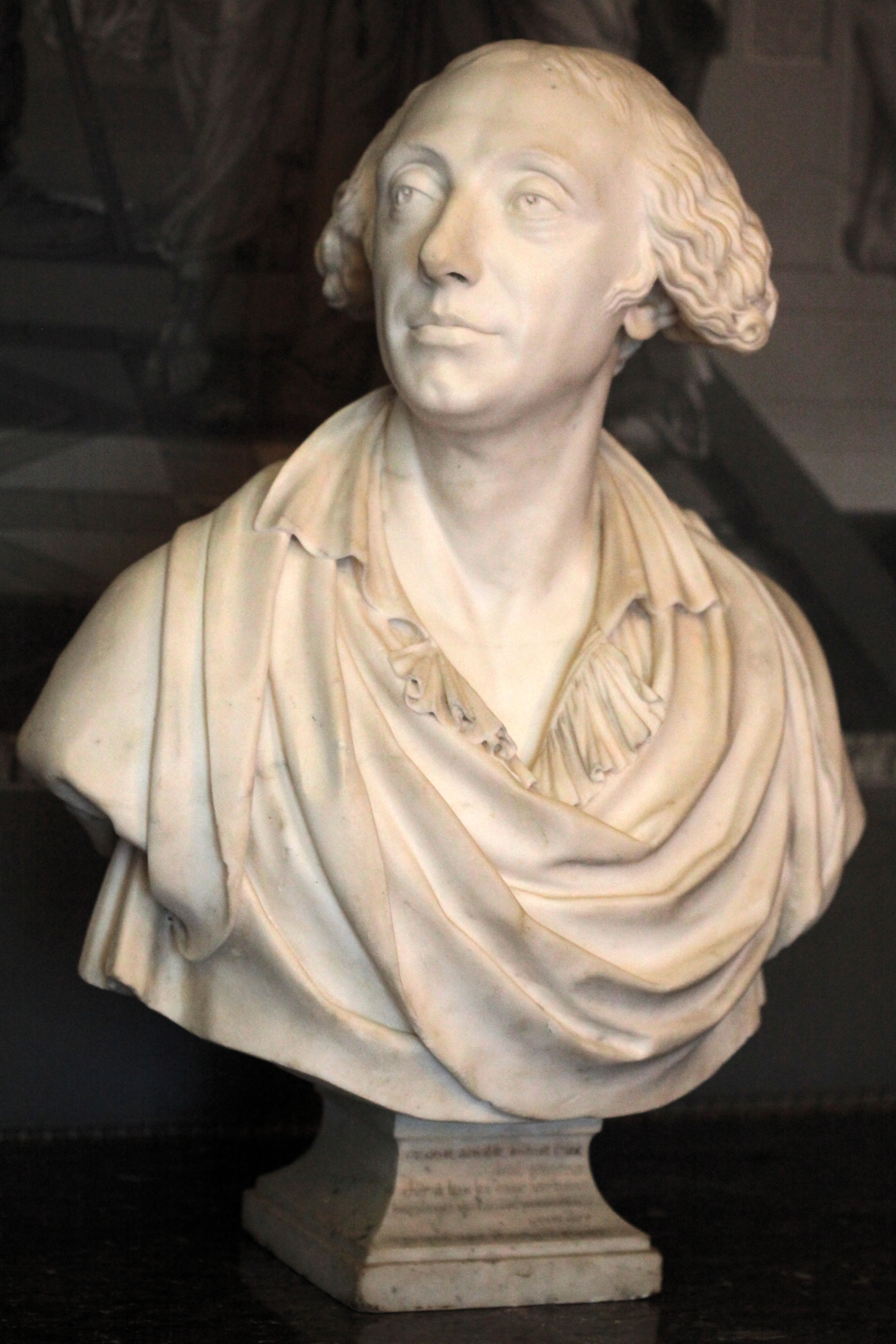
Жирондист Арман Жансонне
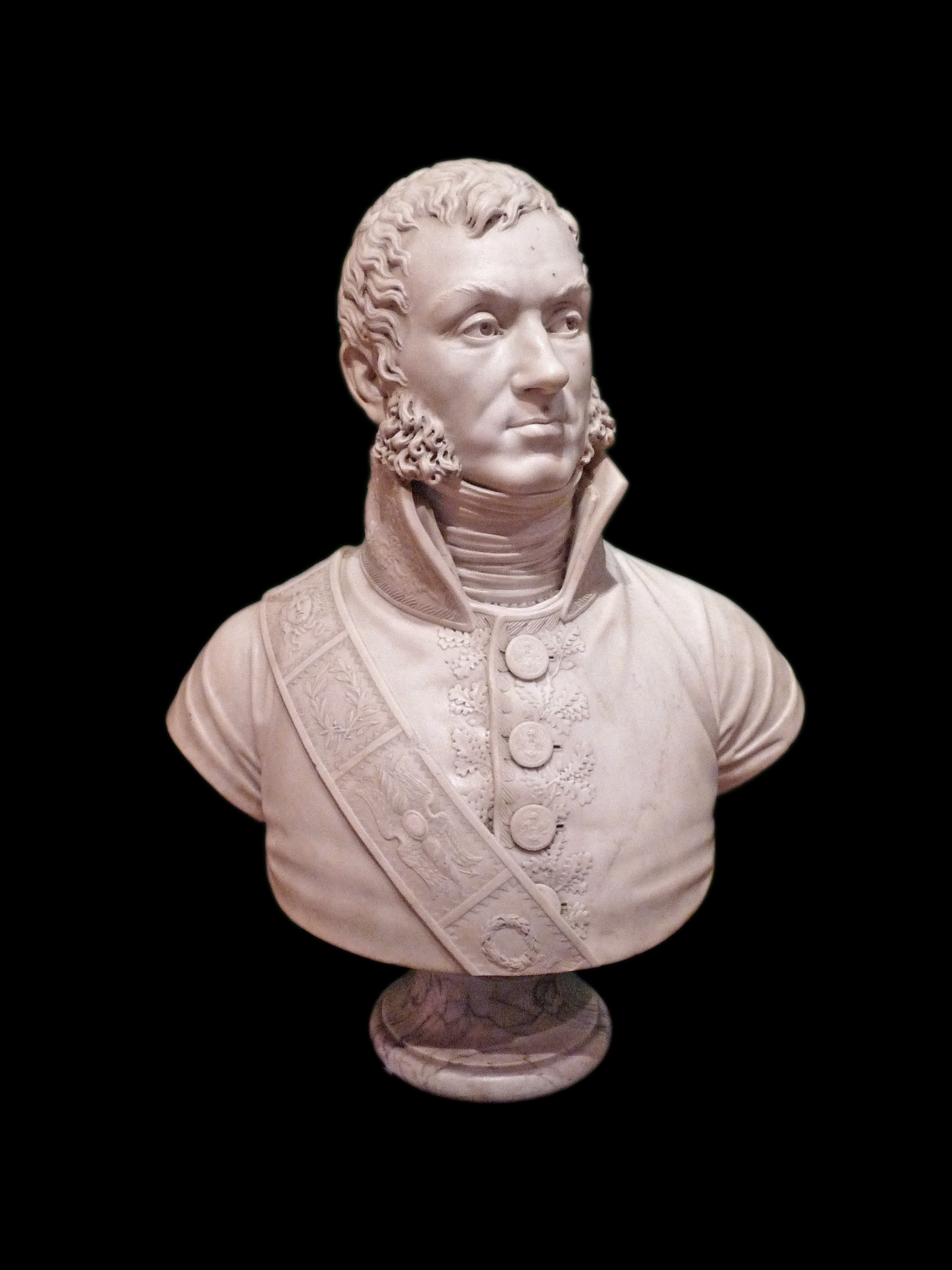
Маршал Франции Никола Шарль Удино